# 阿福Thomas
阿福Thomas，本名托马斯·德克森（德語：Thomas Derksen，1988年10月26日—），中文名德福龙，是一位活跃于中国的德国网红。他會說普通話以及一些上海话。他的前妻家鄉位於上海。

## 经历
阿福出生在北莱茵-威斯特法伦的古默斯巴赫，是德克森家的幺兒子，家族是伏尔加德意志人出身。根據他的說法，他的祖先因應葉卡捷琳娜二世邀請而定居俄羅斯帝國，並在當地落地生根，直至1987年，他的父母才帶同他們的5個孩子從蘇聯回到德國，其後於德國誕下阿福，故阿福是德克森家唯一在德國出生的人。他曾在Engelbert-von-Berg-Gymnasium Wipperfürth学习了两年中文，并于2007年首次來到中國遊玩。他曾在科隆储蓄银行短暂工作，之後他又前往波鴻魯爾大學学习中文。後來又前往复旦大学學習东亚政治经济学及现代汉语学。2012年，当时在复旦大学學習的阿福在一次聚会上与自己未來的妻子、上海女孩朱莉萍相识。2016年起阿福Thomas定居上海市。同年開始創作短視頻，此後他經常在諸如Bilibili、美拍 、腾讯QQ 、新浪微博等社交媒體上發佈一些有關他在上海市生活的視頻。他的妻子和两名员工帮助他管理社交媒体賬號。他還根据自己在上海的经历写了一本名叫《阿福拜见老虎岳父》的小说。 
2017年，阿福给德国总理安格拉·默克爾写了一封信，建議德国可以效仿中國構建一個類似於支付寶和微信支付的无现金支付系统 。 
阿福與朱莉萍婚後一度胖到80公斤以及140公斤。後來夫妻二人決定減肥，從2019年開始至2021年兩人一共瘦下了80公斤。
2024年4月1日，阿福Thomas宣佈與妻子離婚。